# Len Deighton
Leonard Cyril Deighton (født 18. februar 1929 i Marylebone, London) er en britisk historiker, madekspert og forfatter. Han er måske bedst kendt for sin spionbog The IPCRESS File, der er blevet lavet til en film med Michael Caine.